# Campionato italiano di hockey su ghiaccio 1953-1954
Il campionato italiano di hockey su ghiaccio 1953-54 fu la 21ª edizione del campionato nazionale.

## Serie A

### Formula
La novità del torneo è l'introduzione di un girone unico con scontri diretti.

### Formazioni
Sono iscritte 8 squadre: Alleghe HC, Asiago Hockey AS, HC Auronzo, HC Bolzano, SG Cortina, Diavoli Rossoneri Milano, Ortisei e HC Milano Inter.

### Campionato
A Bolzano il 7 novembre 1953 è inaugurato il Palazzo del Ghiaccio di via Roma e il primo incontro programmato è Bolzano-Milano Inter che termina 8-5 per i padroni di casa. La nuova struttura vedrà per quarant'anni le gesta della formazione locale, fino all'apertura del Palaonda.
Per ciò che concerne il Campionato, dopo la partita Auronzo-Alleghe, terminata 3-2 per i padroni di casa, gli agordini sporgono reclamo alla Federazione, contestando il gol vittoria segnato, secondo i biancorossi, dopo il suono della sirena. Contestazione respinta dalla FISG, che attenendosi al regolamento che afferma che è il cronometro dell'arbitro a fare fede e non le segnalazioni acustiche, omologa la vittoria dell'Auronzo.
Il risultato della gara tra Ortisei e Milano Inter, terminata sul ghiaccio 16-2, viene annullato e data partita vinta a tavolino per 5-0 ai milanesi, in quanto la squadra alto atesina ha inserito a referto il giocatore Mc Innes, ingaggiato dopo il 1º dicembre 1953 e quindi oltre i termini delle liste di trasferimento. Altro risultato a tavolino è assegnato ancora al Milano Inter per la rinuncia dell'Asiago ad incontrare la formazione meneghina.
Nell'ultima partita stagionale a Cortina degli Scoiattoli contro il Milano Inter, sul punteggio di 8-7 per la formazione meneghina, all'8' del terzo tempo, Robert Dennison scaglia un forte tiro che esce subito dalla gabbia, il gol non visto dai giocatori di entrambe le squadre è convalidato dall'arbitro dell'incontro Renato Besostri piazzato a 5 metri dalla porta. Dopo le proteste inascoltate la formazione di casa decide per il ritiro. Il direttore di gara, dopo aver atteso per un'ora e mezza (e non i 20' regolamentari), non vedendo il Cortina rientrare sul ghiaccio decreta la vittoria del Milano Inter per 9-7. Da notare che Renato Besostri, di Milano, fino a poco tempo prima era tesserato come dirigente per i Diavoli Rosso Neri, quindi ritenuto sopra le parti. La Federazione, in seguito, assegna la vittoria a tavolino ai milanesi che permette loro di aggiudicarsi il Campionato e chiudere il torneo a punteggio pieno (14 p.ti). Il Bolzano termina la stagione al secondo posto a 4 punti dalla capolista, insieme ai Diavoli Rosso Neri Milano, Campioni in carica.

#### Classifica Finale
L'Asiago perde lo spareggio contro il Torino, vincitore del torneo di Promozione (come veniva allora chiamato il campionato di Serie B), per 15-2 ed è retrocesso nella serie cadetta.
 L'Hockey Club Milano Inter vince il suo quattordicesimo scudetto.

Formazione Campione d'Italia: Giancarlo Agazzi - Vittorio Bolla - Franco Bollani - Giampiero Branduardi - Ernesto Crotti - Robert Dennison - Alfredo Fontana - Umberto Gerli - Riccardo Gioia - Jimmy McGeorge - Giuseppe Zerbi.